# Guitar Tluppa

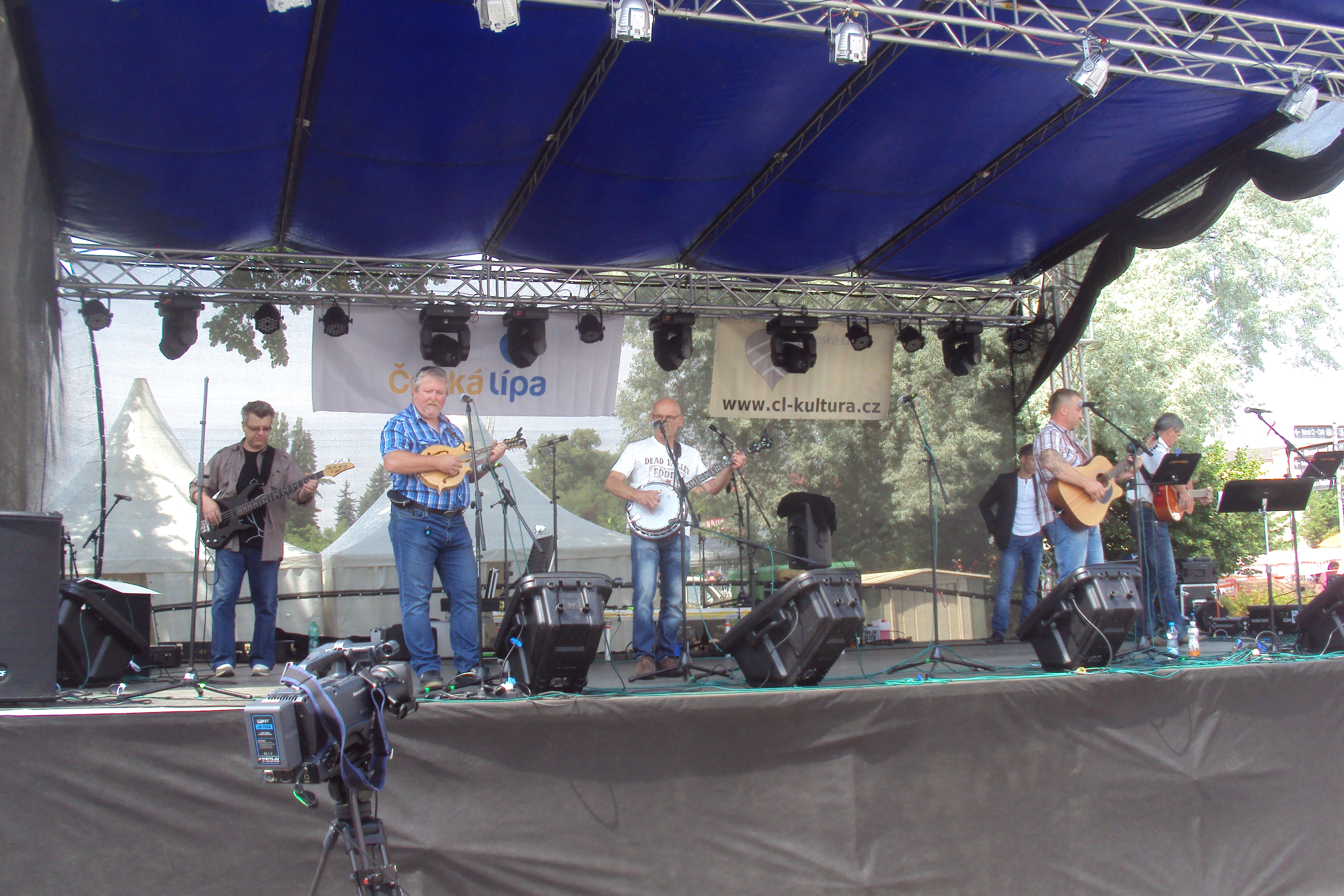
Skupina v červnu 2014

Guitar Tluppa je českolipská country skupina založená v České Lípě v roce 2005. Má velký podíl za obnovení country festivalů v Holanech na Českolipsku a je stále aktivní.

## Členové skupiny
- Vláďa Vorlíček – vedoucí
- Jarin Vorlíček
- Honza Špikla
- Karel Janda
- Tom Nosál

## Bývalí členové skupiny
- Láďa Merc
- Míra Myška
- Jiří Kraus (zvukař)

## Vystoupení
Skupina byla jedna z těch, které v roce 2009 obnovily country festival v Holanech (okres Česká Lípa) pod novým názvem Holanský pulec (dříve se jmenoval Holanský kapr). Vystupuje i na jiných scénách, např. Českolipské slavnosti 2014. 